# 상하이 도시계획전시관
상하이 도시계획전시관(중국어 간체자: 上海城市规划展示馆, 정체자: 上海城市規劃展示館, 병음: Shànghǎi Chéngshì Guīhuà Zhǎnshì Guǎn)은 중국 상하이시 인민광장에 있는 박물관이다.
지상 5층, 지하 2층으로 되어 있으며, 상하이 도시계획과 발전에 관한 전시를 하고 있다.